# اللاسلطوية في اليونان

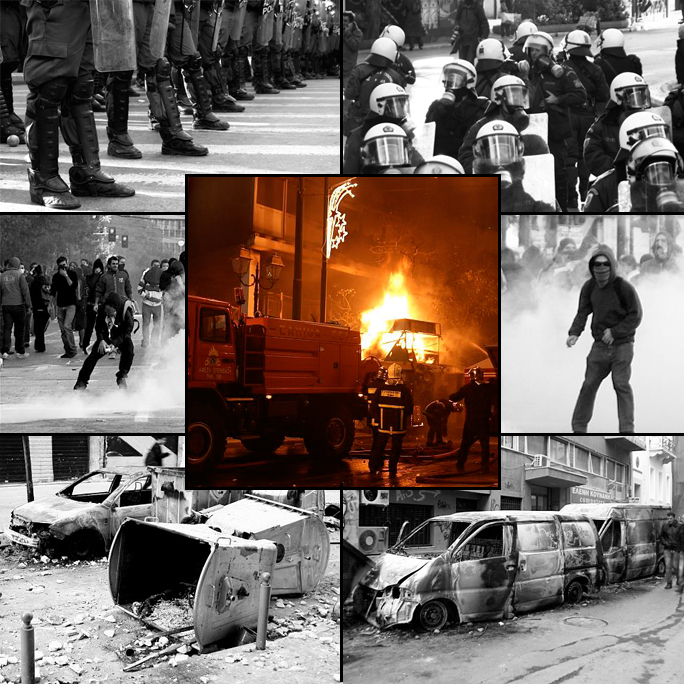

يمكن تتبع جذور اللاسلطوية في اليونان إلى اليونان القديمة، ولكنها تشكلت كحركة سياسية خلال القرن التاسع عشر. ظهرت الأفكار التحررية الأولى في العصر القديم عندما شكك الفلاسفة ذوو الفكر العقلاني في أساسيات التقاليد. ظهرت الأناركية الحديثة في اليونان في القرن التاسع عشر، وتأثرت بشدة بالأناركية الكلاسيكية الأوروبية المعاصرة. ولكن بسبب النجاح البلشفي في الثورة الروسية عام 1917 وصعود الحزب الشيوعي، تلاشت الأناركية بعد العقود الأولى من القرن العشرين. أدى انهيار المجلس العسكري اليوناني إلى وضع حد لاحتكار السلطة السياسية من قبل اليمين، في حين أدى تفكك الاتحاد السوفييتي إلى إضعاف جاذبية الحزب اليوناني الاشتراكي، مما سمح للجماعات الأناركية بالانتشار في أثينا والمدن الأخرى.

## الطلائع
عبر اليونانيون القدماء عن معتقدات وآراء ومشاعر قريبة من القيم الأساسية للأناركية. مع ظهور الفكر ما قبل السقراطي، تحدى التحقيق العقلاني خلال الفترة الكلاسيكية والهلينية المعتقدات التقليدية والدين والسلطة نفسها. كانت شكوك سقراط تجاه الدولة ودعمها الشغوف للحرية المعنوية للفرد من بين الانتقادات الليبرتارية الأولى على الإطلاق. كانت مساهمة الكلبيين في الأناركية الفلسفية هي التمييز بين القوانين التي من صنع الإنسان وقانون الطبيعة، إذ رفضوا بشدة القانون الوضعي. اتبع الرواقيون نفس هذه النظرة تجاه العالم، وأعجب بيوتر كروبوتكين الأناركي في القرن التاسع عشر بالفيلسوف الرواقي الرئيسي زينون الرواقي، وقد أعجب بجمهورية زينون وهي مجتمع قائم على المساواة والعلاقات الودية. كانت مسرحية أنتيجون التي كتبها سوفوكليس ذات أصداء أناركية، إذ تتحدى امرأة شابة أوامر الحاكم وتتصرف وفقًا لوعيها.

## العصر العثماني
وفقًا لبعض الأكاديميين، عكست العلاقات الاجتماعية والاقتصادية للريف اليوناني قبل نهاية الحكم العثماني في اليونان وبعده بفترة وجيزة سمات الجماعية البكونية (اللامركزية والاستقلالية) التي تخلق جمهورًا مستقبليًا للأفكار الأناركية. جادل مصدر ما أثناء حديثه عن النصف الثاني من القرن التاسع عشر بأن مستوى النشاط الأناركي في الإمبراطورية العثمانية كان مشابهًا لمستواه في أوروبا. ولد بعض الأناركيين اليونانيين في الإمبراطورية العثمانية مثل إيمانويل داداوجلو الذي ولد في أزمير.
وفقًا لدراسة عن الأناركية في أواخر الإمبراطورية العثمانية أجراها أكسل كورلو، كان الأناركيون اليونانيون أقل عددًا بكثير من نظرائهم الأرمن أو البلغاريين في بقايا الإمبراطورية العثمانية في نهاية القرن التاسع عشر. ويقترح كورلو أن الأناركيين اليونانيين ركزوا في الغالب على التأثير على الأحداث والصراعات وبنيات الدولة اليونانية بدلاً من الإمبراطورية العثمانية.

## الأناركية المبكرة
تعود الأناركية المبكرة في اليونان إلى منتصف القرن التاسع عشر واستمرت خلال الحرب العالمية الثانية. تتميز هذه الفترة بالتعاون مع الاشتراكيين الآخرين، إذ سيطرت الأناركية على الفكر الاشتراكي اليوناني المبكر. كان المؤلفون الأكثر تأثيرًا في ذلك الوقت هم باكونين وأندريا كوستا وكروبوتكين وجان جريف؛ وللمقارنة فأن أعمال ماركس وإنجلز لم تترجم إلى اللغة اليونانية حتى عام 1893. أحضر الأفراد الذين تربطهم علاقات مع إيطاليا والمهاجرين الإيطاليين الأناركية إلى البر اليوناني وكانت الجزر الأيونية هي نقطة الوسط. أتى العديد من المثقفين الأناركيين من الطبقات العليا. وحصلوا على الدعم الشعبي من خلال معارضة الضرائب والأزمة التي كانت موجودة وقتها. كان جوزيبي مازيني مؤثراً على الحركة الاشتراكية اليونانية بأكملها في هذه الفترة، وجمع بعض الأناركيين بين الأناركية والوحدوية. وكانت مشاركة المرأة محدودة. ازدهرت الأناركية خاصة في البيلوبونيز الغربية. ويوضح القرب الجغرافي لإيطاليا سبب تواجد أول مجموعة أناركية منظمة في مدينة ميناء باتراس. نظمت باتراس أماكن للاجتماعات ونشاطًا صحفيًا محليًا نشطًا بالإضافة إلى نشر الكتب والمطبوعات.
استلهم العديد من الأفراد من توسع الأناركية الكلاسيكية الأوروبية. ظهر أول منشور أناركي في اليونان في سبتمبر 1861 في الصحيفة اليومية (النور) في العدد 334. في المقال الرئيسي للصحيفة بعنوان «الفوضى» الجزء أ، استخدم كاتب مجهول الخطاب الكلاسيكي المعادي للسلطوية.
كانت أول مجموعة أناركية نظمها اليونانيون هي نادي باتراس الديمقراطي. ساعد النادي الديمقراطي الذي تأسس عام 1876 وينتمي إلى اتحاد جورا المناهض للسلطوية للأممية الأولى، على إنشاء شبكة متحدة من مجموعات يونانية مماثلة. كما نشروا أول صحيفة أناركية في اليونان تحت اسم الديمقراطية اليونانية. ادعى النادي الديمقراطي في إعلانه عن مبادئه أن «الفقر والجهل هما أعظم جراح الشعب» ودعم تحرير اليونانيين من الإمبراطورية العثمانية. شارك إيمانويل داداوجلو والإيطالي أميل كير سيبرياني في تأسيس النادي بعد أن شاركوا سابقًا مع أناركيين آخرين في انتفاضة أثينا عام 1862، على الرغم من أن تفاصيل حياة داداوجلو لم يُتحقق منها.
في عام 1876، تأسس نادي العمل الأناركي في سيروس. ولعب دورًا مفيدًا في إضرابات المدابغ وحوض السفن لعام 1879.
كانت بيرغوس المدينة البيلوبونية القريبة من باتراس مكانًا آخر ازدهرت فيه الأفكار الأناركية جنبًا إلى جنب مع التيارات الاشتراكية الأخرى. أدت المعركة ضد كبار الحيتان والضرائب الثقيلة من قبل الدولة إلى تغذية الفكر الأناركي بين صغار منتجي الزبيب في البيلوبونيز التي كانت موطنًا لمختلف المجموعات الأناركية في أواخر القرن التاسع عشر. كانت «الضوء الجديد» صحيفة أسبوعية في غرب بيلوبونيز عبرت عن أفكار أناركية (محلية ودولية). ونُشرت لأول مرة في أكتوبر 1898 من قبل المحامي فاسيليوس ثيودوريديس. كان هدفها توحيد الشعب المخرب في البيلوبونيز الغربية لمواجهة مشكلتهم الاجتماعية. احتوت الصحيفة على مقالات من دراكوليس، وترجمات لأعمال بأول ارغيرياديس، وإعادة نشر لنصوص التي ظهرت لأول مرة في المجلات الأثينية وأخبار عن الحركة العمالية اليونانية والدولية. كما احتوت على مقتطفات من آباء الكنيسة الأرثوذكسية وتشارلز فورييه بالإضافة إلى ترجمات النصوص التي كتبها باكونين وكروبوتكين وجيرارد. كان ناشر الضوء الجديد الصحفي ديموس باباثناسيو. وأدعى في مقال نشر في عام 1861 فيها بعنوان «الأناركية كأكبر خير» أن سلطات الدولة تعيش على حساب الشعب.
كانت المجموعات الأناركية في البيلوبونيز هي الأقوى في اليونان حتى أوائل القرن العشرين. وكان لديهم عمل دعائي نشط في المدن والمناطق المحيطة بها على عكس الاشتراكيين «السلطويين» الذين كانوا أكثر اهتمامًا بالسياسة البرلمانية. قاموا بالتشجيع على الامتناع عن التصويت في انتخابات عام 1899 وحشدوا ضد حيتان القروض والضرائب باسم منتجي الزبيب. لم يسعوا للحصول على دعم الدولة لمواجهة أزمة التيار ولكن بدلاً من ذلك استنكروا آليات الدولة للقمع.
جادل الاشتراكي المبتهج ستافروس كالرجيس في «الاشتراكي» (صحيفة كان يحررها) أن الاشتراكية هي الطريق نحو الأناركية. قامت «الاشتراكي» خلال تسعينيات القرن التاسع عشر بنقل الفكر الاشتراكي المعاصر في أوروبا، بدءًا من الآراء الاشتراكية المعتدلة إلى الآراء الأناركية.
اشتد الاضطهاد ضد الأناركيين في صيف عام 1894. أدى اغتيال سادي كارنوت من قبل أناركي إلى وابل من الهجمات ضد الأناركيين من قبل الصحافة، وعلى وجه الخصوص من قبل أستي الناطق الرسمي لحزب شاريلاوس تريكوبيس. حوكم العديد من الأناركيين والاشتراكيين، مما دفع الآخرين إلى الفرار من البلاد أو الانتقال إلى أجزاء منعزلة من اليونان. كما أغلقت العديد من المنشورات الراديكالية وانخفض نشاطهم في البلاد.
وفي عام 1896 في باتراس، قتل ديميتريوس ماتساليس وهو صانع صنادل، ديونيسيوس فراغوبولوس وهو مصرفي وتاجر، وجرح أندرياس كولاس. وأعلن: «لقد تصرفت بمفردي. لم أكن أستهدف الناس بالقتل ولكني ضربت العاصمة. أنا فوضوي، وكفوضوي أنا أؤيد العنف». ثم انتحر في السجن. يمكن القول إن اغتيال فراجكوبولوس كثف تآكل الهويات الجماعية مع استمرار الاضطهاد.